# Cyphon lithophilus
Cyphon lithophilus es una especie de coleóptero de la familia Scirtidae.

## Distribución geográfica
Habita en Marruecos.